# Mieczysław Jagielski
Mieczysław Zygmunt Jagielski, né le 12 janvier 1924 à Kołomyja et mort le 27 février 1997 à Varsovie, est un homme politique et économiste polonais. À l'époque de la République populaire de Pologne, il est le dernier homme politique de premier plan originaire des anciennes régions orientales de la Pologne d'avant la Seconde Guerre mondiale.
Il devient député communiste au sein de l'organe législatif de la Pologne, la Diète, en 1957, et continue à siéger à ce titre pendant sept mandats consécutifs jusqu'en 1985. En 1959, il est nommé membre du Comité central du Parti ouvrier unifié polonais et nommé ministre de l'Agriculture. Après avoir quitté son poste de ministre de l'Agriculture en 1970, il devient vice-premier ministre et, l'année suivante, membre du Politburo du Parti ouvrier unifié polonais. En août 1980, il représente le gouvernement lors de discussions avec des grévistes dans la ville de Gdańsk. Il négocie l'accord qui reconnaît Solidarność, un syndicat polonais, comme le premier syndicat indépendant officiellement reconnu au sein du bloc de l'Est. Entre août 1980 et août 1981, il continue à interagir avec les représentants des travailleurs polonais, bien que sa santé décline pendant cette période. Fin juillet 1981, il est licencié du vice-premier ministère, apparemment parce qu'il n'élabore pas de programme de relance pour la crise économique que connaît la Pologne à cette époque. La même année, il quitte son poste de membre du Bureau politique du Parti ouvrier uni polonais et du Comité central. Il meurt à Varsovie, en Pologne, d'une crise cardiaque à l'âge de 73 ans.

## Biographie

### Naissance, Seconde Guerre mondiale et études
Mieczysław Jagielski naît dans une famille paysanne le 12 janvier 1924, à Kołomyja en Pologne (Deuxième République polonaise) (maintenant Kolomyia, Ukraine). Il passe la Seconde Guerre mondiale comme ouvrier agricole dans la ferme de ses parents. Après la guerre, il termine ses études à l'École principale de planification et de statistique ainsi qu'à l' Instytut Kształcenia Kadr Naukowych (Institut de préparation des cadres scientifiques), ce dernier étant une école supérieure préparant les gens à des postes importants dans les structures du parti communiste polonais.

### Début de carrière politique
Il adhère au Parti des travailleurs polonais (PPR) en 1944, ou en 1946 (les sources varient). Lorsque le Parti ouvrier polonais se transforme en Parti ouvrier unifié polonais (PZPR) en 1948, il devient membre du nouveau parti. De 1946 à 1949, il siège au Conseil central de la Związek Samopomocy Chłopskiej (Association de l'auto-assistance paysanne), une organisation communiste destinée à prendre le contrôle des campagnes. De 1950 à 1952, il est membre du Conseil central des exploitations agricoles d'État et de décembre 1952 à décembre 1953, il est directeur adjoint de cette institution. En décembre 1953, il devient directeur du Département de l'agriculture du Comité central du Parti ouvrier unifié polonais, poste qu'il occupe jusqu'en décembre 1956.
En mars 1954, il devient l'adjoint d'un membre du Comité central du Parti ouvrier unifié polonais et conserve ce poste jusqu'en mars 1959. À la suite des élections législatives polonaises de janvier 1957, il est nommé député à la Diète, l'organe législatif polonais. En janvier de la même année, il devient également vice-ministre de l'agriculture et est nommé ministre de l'agriculture en octobre 1959, poste qu'il occupe jusqu'en juin 1970,. En mars 1959, il est nommé membre à part entière du Comité central du Parti ouvrier unifié polonais (il était auparavant adjoint d'un membre titulaire). En juin 1964, il devient l'adjoint d'un membre du Politburo du Parti Ouvrier Unifié Polonais et occupe cette fonction jusqu'en décembre 1971.
Il est également économiste, spécialisé dans les questions d'économie agricole. À partir de 1975, il est professeur à l'École principale de planification et de statistique de Varsovie,.

### Vice-Premier ministre
En juin 1970, Mieczysław Jagielski est nommé vice-premier ministre (mettant ainsi fin à son mandat de ministre de l'agriculture et devenant le vice-président du Conseil des ministres de la République de Pologne), et en décembre 1971, il devient membre à part entière du Politburo du Parti Ouvrier Unifié Polonais (il était auparavant l'adjoint d'un membre existant),,. Le 26 octobre 1971, il devient président du comité de planification du Conseil des ministres,. Le 23 octobre 1975, il est démis de ses fonctions de président du comité du plan après avoir été victime d'une grave crise cardiaque. De 1971 à 1981, il est le représentant polonais au Comecon. En février 1981, il devient président de la commission économique du Conseil des ministres.
Il est décrit comme ayant une « profonde influence » sur les politiques économiques de la Pologne entre 1971 et 1975, date à laquelle il perd son poste de président du comité de planification. Le 1er juillet 1980, le gouvernement polonais annonce des augmentations de prix, ce qui conduit de nombreux travailleurs à faire grève dans plusieurs villes polonaises, dont Lublin. À la suite de la grève de Lublin, la ville est « virtuellement fermée » et il conduit une délégation dans la ville qui peut apaiser les tensions.

#### Négociations de Gdańsk
Gdańsk devient le point central du mouvement de grève. Le 21 août 1980, Mieczysław Jagielski remplace Tadeusz Pyka à la tête d'une commission gouvernementale polonaise qui négocie avec les grévistes sur place. Les grévistes sont représentés par le comité de grève interentreprises, qui demande que les travailleurs qu'il représente bénéficient de meilleurs droits, notamment du droit de grève. Le 26 août, lors d'une réunion avec les représentants des grévistes sur le chantier naval de Lénine à Gdańsk, il promet que le droit de grève sera ajouté à une nouvelle loi sur les syndicats officiels de Pologne. Après 5 jours supplémentaires de négociations difficiles, un accord est conclu entre les grévistes et le gouvernement, connu sous le nom d'accord de Gdańsk. Norman Davies soutient que Mieczysław Jagielski « s'est finalement rendu compte qu'il ne restait plus que deux alternatives [à une victoire du gouvernement général dans les négociations] - soit un accord sur les conditions des grévistes, soit un recours immédiat à la force auquel le gouvernement n'était pas préparé ». L'accord, en plus de donner aux travailleurs du chantier naval Lénine le droit de grève, leur permet également de former leur propre syndicat indépendant. Mieczysław Jagielski déclare à propos des négociations qui ont conduit à l'accord : « Nous avons parlé en tant que Polonais à des Polonais... Il n'y a pas de gagnants et de perdants. L'important, c'est que nous nous sommes compris et la meilleure garantie de ce que nous avons fait est un travail acharné ». Il aurait parlé avec éloquence.
« Nobody informed me of the scope of my competences. All I heard was: "Go and extinguish the social conflict. And as soon as possible because the situation is very serious". [...] I remember the first encounter, the unfriendly shouts, the banging on the coach that brought us there. [...] I could feel that hostility. That was horrific. With acute heart arrhythmia, I had to represent the authorities with dignity. – Jagielski recalls how he felt at one point during 23 August 1980, about the strikers at Gdańsk, and the task he had of negotiating with them. »
« Personne ne m'a informé de l'étendue de mes compétences. Tout ce que j'ai entendu, c'est : "Allez et éteignez le conflit social. Et le plus vite possible parce que la situation est très grave". [...] Je me souviens de la première rencontre, des cris inamicaux, des coups sur l'entraîneur qui nous a amenés là. [...] Je sentais cette hostilité. C'était horrible. Avec une arythmie cardiaque aiguë, je devais représenter les autorités avec dignité. – Jagielski se souvient de ce qu'il a ressenti à un moment donné, le 23 août 1980, à propos des grévistes sur Gdańsk, et de la tâche qu'il avait de négocier avec eux. »

#### Après les négociations de Gdańsk
En octobre 1980, il s'entretient avec une délégation de membres de  Solidarność dont fait partie Lech Wałęsa, futur président de la Troisième République de Pologne. Lorsque Lech Wałęsa se plaint que le gouvernement polonais ne tient pas sa promesse de donner au mouvement syndical indépendant une occasion suffisante de se faire connaître, Mieczysław Jagielski indique qu'il essaiera de donner au mouvement un meilleur accès à la presse polonaise et au réseau de radio polonais. Mieczysław Jagielski dirige une délégation qui se rend à une réunion à Moscou du Comecon, la communauté économique du bloc de l'Est, en janvier 1981 .Ce mois-là, le gouvernement déclare que la mauvaise économie l'oblige à revenir sur sa promesse de veiller à ce que les travailleurs polonais ne soient pas obligés de travailler le samedi, et qu'il propose plutôt un certain nombre de samedis sans travail.
L'agitation augmente parmi les travailleurs polonais à la suite de la décision du gouvernement, et Mieczysław Jagielski négocie avec Lech Wałęsa pendant six heures dans le bâtiment du Conseil des ministres concernant la question du samedi. Parmi les autres points de discussion figurent les exemptions de la censure étatique standard de Solidarność. Les négociations ne mettent pas fin aux troubles, et Mieczysław Jagielski propose un compromis lors d'une apparition sur la chaîne de télévision nationale polonaise, déclarant que le gouvernement accorderait aux travailleurs un samedi sur deux de congé, ou leur donnerait tous les samedis gratuits mais ajouterait une demi-heure à chaque journée de travail. Il avertit que les troubles économiques de la Pologne s'aggraveront si tous les travailleurs polonais obtiennent un samedi de congé tous les deux samedis, et il fait appel au « patriotisme du peuple ». De nombreux travailleurs polonais, cependant, cessent leur travail le samedi suivant. En avril, Mieczysław Jagielski, décrit comme un « négociateur chevronné », rencontre le président français Valéry Giscard d'Estaing, et il peut obtenir de la France une promesse d'aide de 800 millions de dollars. Ce mois-là, il est reçu par le secrétaire d'État américain Alexander Haig et le vice-président George HW Bush, et ils  promettent à Mieczysław Jagielski que les États-Unis vendraient à la Pologne 50 000 tonnes de beurre et de lait en poudre excédentaires et envisageraient de coopérer au rééchelonnement de la dette de 3 milliards de dollars la Pologne  envers les États-Unis.
Le 10 juin, en tant que membre du Politburo du Parti Ouvrier Unifié Polonais, Mieczysław Jagielski propose aux autres membres de ce groupe de mettre fin à son poste au sein du Politburo, ainsi qu'à son poste de vice-premier ministre, en déclarant : « Je présente ma démission en tant que membre du PB (Politburo), d'autant plus que j'ai eu un certain incident dans ma vie. Je présente également ma démission en tant que vice-premier ministre ». Il semble que son offre ait été rejetée, et l'incident de sa vie dont il a parlé pourrait être une crise cardiaque qu'il a récemment subie. Le 31 juillet 1981, il est licencié de son poste de vice-premier ministre, apparemment parce qu'il n'a pas élaboré un programme de relance pour la crise économique que connaissait la Pologne à l'époque.

### Plus tard dans la vie et mort
En juillet 1981, il perd ses sièges au Comité central du Parti ouvrier uni polonais, au Politburo du Parti ouvrier uni polonais et au Comité économique,. Il reste député à la Diète jusqu'en 1985. Il meurt dans la nuit du 27 février 1997, d'une crise cardiaque à son domicile à Varsovie en Pologne, à l'âge de 73 ans,. Après sa mort, Lech Wałęsa l'a décrit comme un « homme sensible qui écoutait toujours les arguments », et a déclaré que Mieczysław Jagielski différait à cet égard des autres personnalité politique polonaises en 1980.

## Prix
Il a reçu l'Ordre des Bâtisseurs de la Pologne populaire ( Ordre Budowniczych Polski Ludowej ), la plus haute décoration civile de la République populaire de Pologne,.

## Publications
- Jagielski, Mieczysław (1957) O nowej polityce partii na wsi [On the new party's politic in the villages][4].
- Jagielski, Mieczysław (1965). Niektóre problemy rozwoju rolnictwa w latach 1966-1970 [Selected problems of agricultural development in the years 1966-1970][4].